# Blick am Abend
Der Blick am Abend war eine Schweizer Internet- und Gratiszeitung. Er gehörte zusammen mit der Boulevardzeitung Blick und dem SonntagsBlick zur Blick-Gruppe.
Ende 2018 wurde die gedruckte Ausgabe von Blick am Abend eingestellt. Am 26. August 2020 wurde Blick am Abend neu ausgerichtet und in die neu eingeführte Marke Hype by Blick integriert, welche mittlerweile ebenfalls eingestellt ist.

## Blick am Abend (Online)
Ende 2013 startete das eigene Onlineportal blickamabend.ch. Es erreichte 2018 (Januar–September) 0,837–1,251 Mio. Unique Clients, 2,918–4,968 Mio. Visits und 9,681–15,810 Mio. Page Impressions. Chefredaktorin war Katia Murmann. Seit 2020 erfolgt eine Umleitung auf die Website von blick.ch.

## Blick am Abend (Printausgabe)
Von 2008 bis 2018 war der Blick am Abend auch eine fünf Mal abends erscheinende Boulevardzeitung, die erstmals am 2. Juni 2008 erschien und als Nachfolgeprodukt der am 30. Mai 2008 eingestellten Gratiszeitung heute gilt. Die Zeitschrift erschien montags bis freitags ab 16 Uhr und wurde in Zeitungsboxen an Bahnhöfen, Bus- und Tramhaltestellen sowie in Handverteilern in den Agglomerationen Bern, Basel, Luzern, St. Gallen, Zug und Zürich vertrieben. Am 28. November 2018 gab das Schweizer Medienunternehmen Ringier bekannt, dass die gedruckte Ausgabe der Zeitung eingestellt wird. Die letzte Ausgabe erschien am 21. Dezember 2018 als Sondernummer.
Zuletzt hatte der Blick am Abend eine WEMF-beglaubigte Auflage von 228'144 (Vj. 253'635) Exemplaren und eine Reichweite von 550'000 (Vj. 534'000) Lesern.
Wie alle gedruckten Tageszeitungen musste Blick am Abend seit einigen Jahren eine stark sinkende Auflage hinnehmen. Nach den ersten Jahren 2008/2009 erreichte sie 2010 mit 329'000 Exemplaren die höchste Zahl, seither sank sie um 101'274 auf 228'144 Exemplare, das sind 30,74 %.
Entwicklung der verbreiteten Auflage nach WEMF-Auflagebulletins (s. Details 2008 und 2018).